# Гор (провінція, Афганістан)
Гор (пушту غور) — афганська провінція.
У Середні століття провінція була центром держави Гуридів.
В печерах виявили свідчення повсякденного життя буддистських ченців.

## Райони
- Давлат Яр
- Ду Лайна
- Лал Ва Сарджангал
- Пасабанд
- Сагхар
- Тайвара
- Тулак
- Шахрак
- Чагхчаран
- Чарсада